# Mailberg
Mailberg osztrák mezőváros Alsó-Ausztria Hollabrunni járásában. 2022 januárjában 567 lakosa volt. 

## Elhelyezkedése

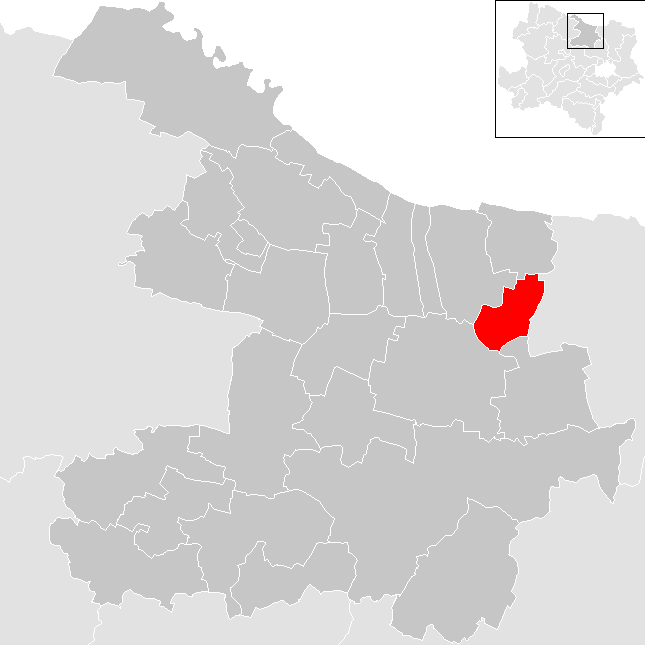
Mailberg a Hollabrunni járásban

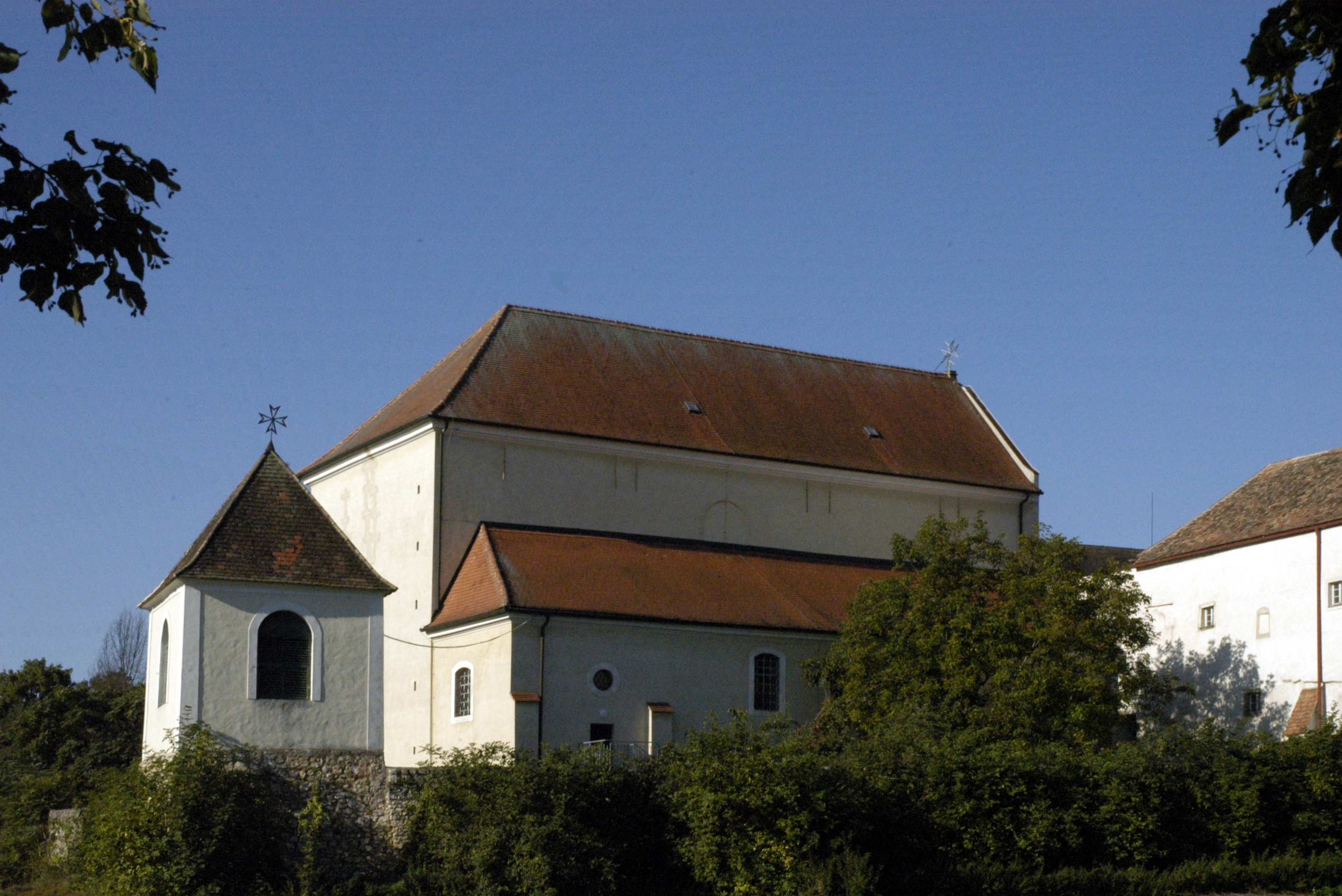
A vártemplom

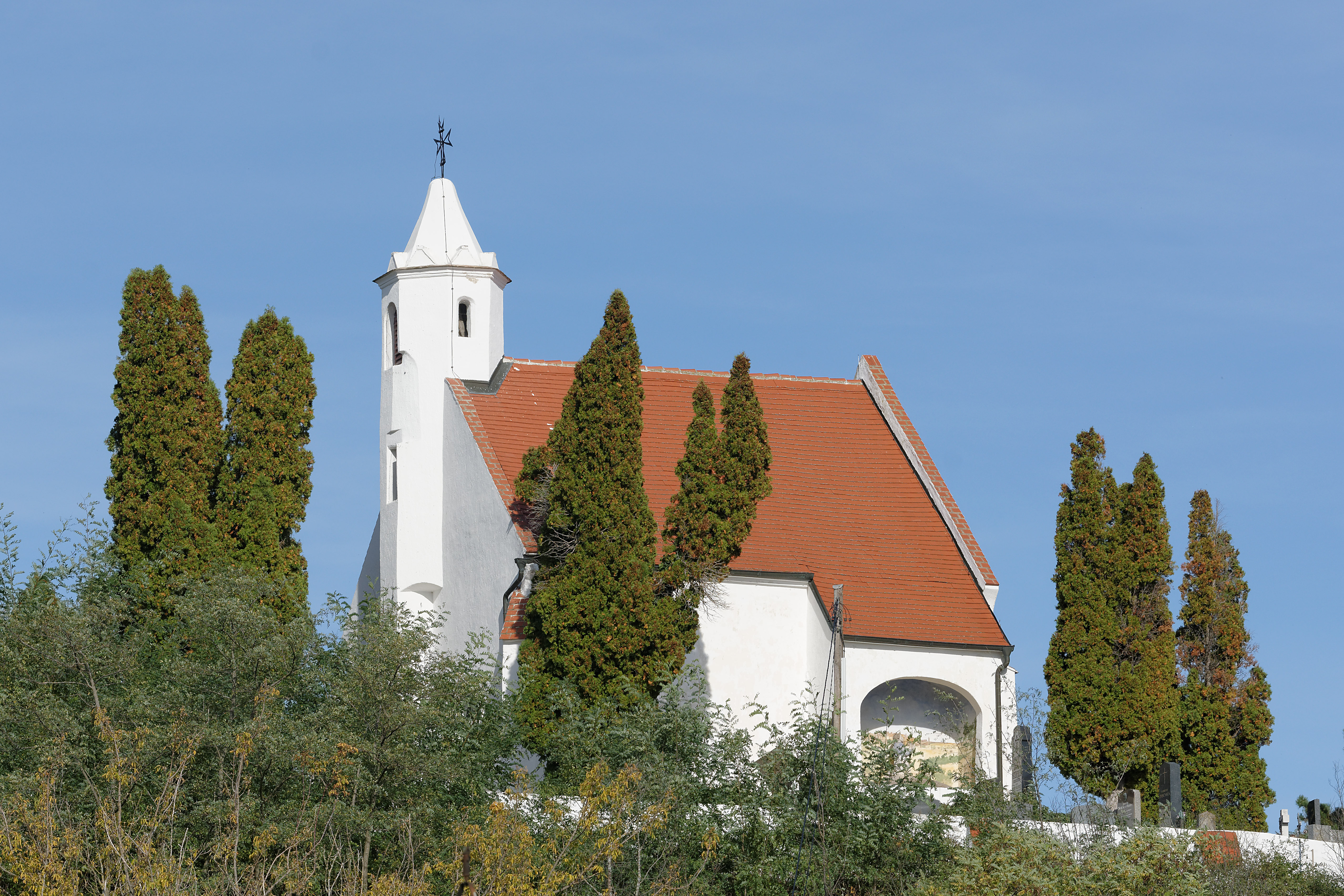
A Szt. Kunigunda-templom

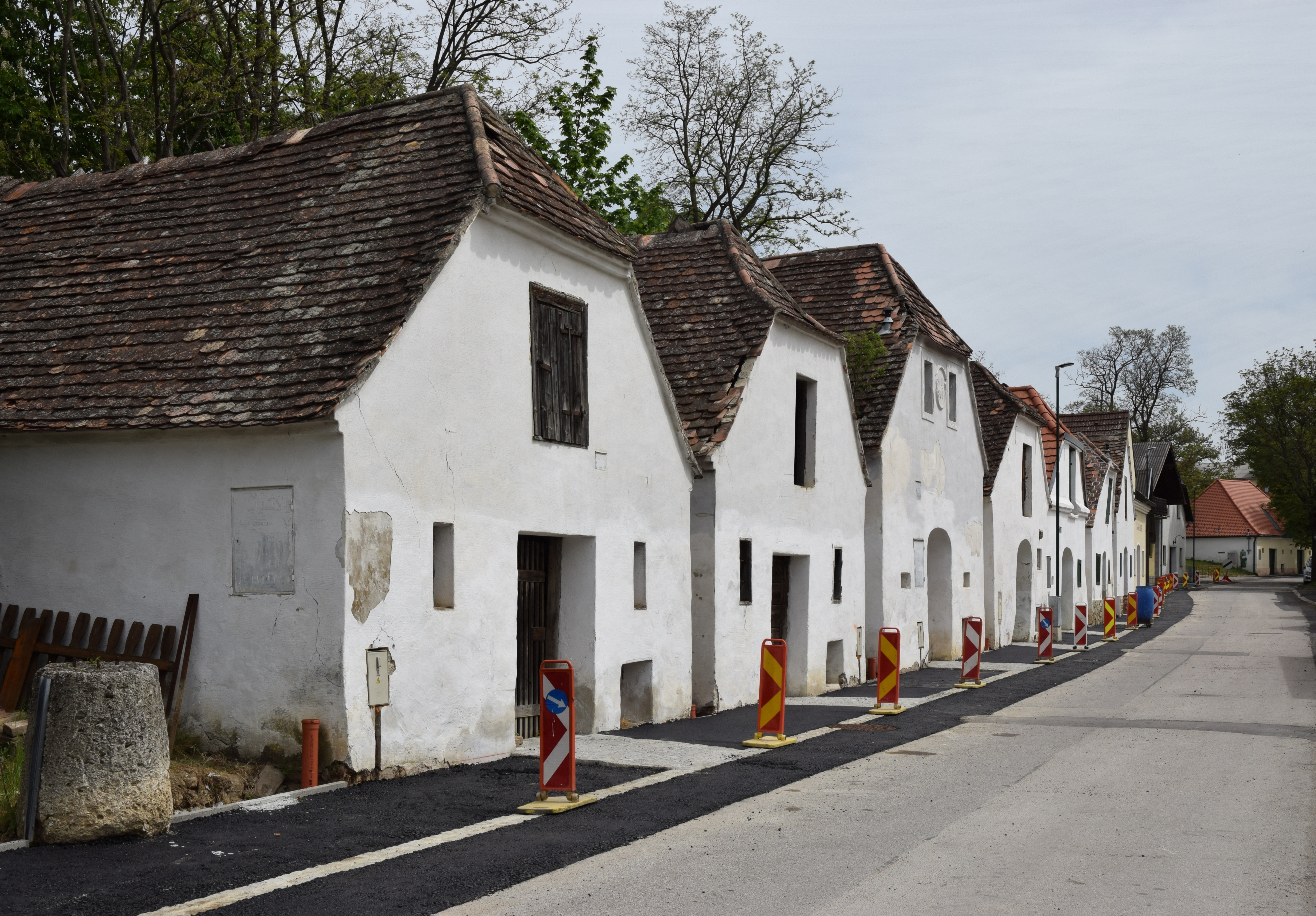
Mailbergi pincesor

Mailberg a tartomány Weinviertel régiójában fekszik a cseh határ közelében. Legmagasabb pontja a Buchberg (417 m). Területének 27,9%-a erdő, 18,4% szőlő, 48,2% áll egyéb mezőgazdasági művelés alatt. Az önkormányzathoz egyetlen település tartozik.
A környező önkormányzatok: délre Nappersdorf-Kammersdorf, délnyugatra Wullersdorf, nyugatra Hadres, északra Seefeld-Kadolz, keletre Großharras.

## Története
Mailberget 1055-ben említik először. 1082. május 12-én a mailbergi csatában II. Vratiszláv cseh herceg súlyos vereséget mért II. Lipót osztrák őrgrófra. 1146-ban a johannita lovagok kapták meg a várat és a birtokot, akik itt állították fel helyi kommendájukat.
1451-ben Ulrich von Eyczing vezetésével Mailberg várában gyűltek össze Alsó- és Felső-Ausztria rendjei és megalapították III. Frigyes császár ellen a mailbergi ligát. 
A település 1514-ben kapott mezővárosi jogokat. 

## Lakosság
A mailbergi önkormányzat területén 2022 januárjában 567 fő élt. A lakosságszám 1890-ben érte el a csúcspontját 1498 fővel, azóta hosszas csökkenés után az utóbbi évtizedekben stabilizálódott. 2020-ban az ittlakók 95,1%-a volt osztrák állampolgár; a külföldiek közül 0,9% a régi (2004 előtti), 1,9% az új EU-tagállamokból érkezett. 1,2% az egykori Jugoszlávia (Szlovénia és Horvátország nélkül) vagy Törökország, 0,9% egyéb országok polgára volt. 2001-ben a lakosok 91,9%-a római katolikusnak, 6,9% pedig felekezeten kívülinek vallotta magát. Ugyanekkor a németek (99,5%) mellett egy cseh és egy szerb élt a mezővárosban.
A népesség változása:

| 2016 | 561 |
| 2018 | 558 |

## Látnivalók
- A mailbergi vár ma is a Máltai Lovagrend tulajdonában van, a rend legrégebbi fennmaradt birtoka. A jelenlegi, fallal és várárokkal megerősített épület a 16. századból származik.
- A vártemplom: A rend legtöbb templomához hasonlóan a vártemplom is Keresztelő Szent Jánosnak van szentelve, és a 13. századból származik. Eredetileg gótikus csarnoktemplomnak épült, 1609-ben barokkosították. Ma plébániatemplomaként funkcionál. A vár belső udvara és a templom szabadon látogatható.
- A 14. századi Szt. Kunigunda-templom a temetőben
- A műemléki védettségű mailbergi pincesorok

## Fordítás
- Ez a szócikk részben vagy egészben  a   Mailberg című német Wikipédia-szócikk ezen változatának fordításán alapul.  Az eredeti cikk szerkesztőit annak laptörténete sorolja fel. Ez a jelzés csupán a megfogalmazás eredetét és a szerzői jogokat jelzi, nem szolgál a cikkben szereplő információk forrásmegjelöléseként.